# Elecciones a la Asamblea de Madrid de mayo de 2003
Las elecciones a la Asamblea de Madrid de mayo de 2003, que dieron lugar a la efímera y accidentada vi legislatura de la cámara, marcada por el Tamayazo, se celebraron el 25 de mayo de dicho año, en el marco de las elecciones autonómicas de España de 2003.
La Asamblea de Madrid fue incapaz de investir a un nuevo presidente regional tras la dimisión de Alberto Ruiz-Gallardón y las elecciones tuvieron que repetirse cinco meses después.

## Candidaturas y resultados
El Partido Popular obtuvo una mayoría simple de 55 escaños, frente a los 47 del Partido Socialista Obrero Español y los 9 de Izquierda Unida.
| Partido                                              | Candidatura | Cabeza de lista                             | Votos     | %                      | Escaños                | +/-                    |
| ---------------------------------------------------- | --- | ------------------------------------------- | --------- | ---------------------- | ---------------------- | ---------------------- |
| Partido Popular                                      | Candidatura del PP1. Esperanza Aguirre Gil de Biedma 2. Miguel Ángel Villanueva González 3. Juan José Güemes Barrios 4. Concepción Dancausa Treviño 5. Beatriz Elorriaga Pisarik 6. Alberto López Viejo 7. Antonio Germán Beteta Barreda 8. Francisco José Granados Lerena 9. Luis Eduardo Cortés Muñoz 10. Rosa María Posada Chapado 11. María Paloma Adrados Gautier 12. Luis Peral Guerra 13. María Carmen Álvarez-Arenas Cisneros 14. José Ignacio Echániz Salgado 15. Luis Manuel Partida Brunete 16. María Gádor Ongil Cores 17. José Ignacio Echeverría Echániz 18. Juan Van-Halen Acedo 19. Fernando Martínez Vidal 20. María Cristina Cifuentes Cuencas 21. Juan Soler-Espiauba Gallo 22. Pedro Muñoz Abrines 23. Paloma Martín Martín 24. Sylvia Enseñat de Carlos 25. Luis del Olmo Flórez 26. Regino García-Badell Arias 27. José María Federico Corral 28. María Isabel Martínez-Cubells Yraola 29. Álvaro Ramón Renedo Sedano 30. Elena de Utrilla Palombi 31. Francisco Javier Rodríguez Rodríguez 32. Jesús Fermosel Díaz 33. David Pérez García 34. Benjamín Martín Vasco 35. María Carmen Rodríguez Flores 36. Álvaro Moraga Valiente 37. Isabel Gema González González 38. Concepción Lostau Martínez 39. Francisco de Borja Sarasola Jáudenes 40. Pilar Busó Borús 41. Laura de Esteban Martín 42. Eduardo Oficialdegui Alonso de Celada 43. Sonsoles Trinidad Aboín Aboín 44. Colomán Trabado Pérez 45. Jesús Adriano Valverde Bocanegra 46. María Isabel Redondo Alcaide 47. Pablo Morillo Casals 48. María Pilar Liébana Montijano 49. Carlos Clemente Aguado 50. Oliva Cristina García Robredo 51. Jacobo Ramón Beltrán Pedreira 52. Federico Jiménez de Parga Maseda 53. Francisco de Borja Carabante Muntada 54. José Cabrera Orellana 55. Pablo Abejas Juárez 56. Juan José García Ferrer 57. María Teresa Cristina Calatayud Prieto 58. María Begoña García Martín 59. Margarita África Lozano Martín 60. María Nadia Álvarez Padilla 61. Carlos Javier Zori Molla 62. María del Carmen Martín Irañeta 63. Rafael Pastor Martín 64. Alfonso Bosch Tejedor 65. José Ignacio Fernández Rubio 66. Ignacio González Velayos 67. Mónica García Molina 68. Ana María Abella Álava 69. Ana María Fernández Mayo 70. Javier Moreno Rebate 71. Álvaro González López 72. Míriam Villares Gonzalo 73. Ana Paula Vicente Benítez 74. Carolina Martínez Prados 75. Cayetana Romero de Tejada Picatoste 76. Enrique Pozas Rojo 77. María Pilar Muñoz López 78. María Victoria García Ramos 79. Pascual Oliver Hurtado 80. Nuria Rosa García Gómez 81. Rosina Torrejón Santos 82. Juan José Arriola Álvarez 83. María Esperanza Gómez Domínguez 84. María Rosa Benito Lozano 85. Antonio Martín-Carrillo Domínguez 86. Rafael Jiménez Pascual 87. María Ruth Pastor López 88. Julio Basteiro Guerrero 89. María Rosario Barrios Romero 90. María Villar Rodríguez González 91. José Manuel Alonso Martín 92. María Carmen González García 93. María Soledad Martín del Pozo 94. María Teresa Sánchez Sánchez 95. María Ángeles Molina González 96. José Luis Camafreita Mouro 97. María Guadalupe Ramos Corral 98. Jenifer Tamara Espinosa Santos 99. Ángela Martínez Vega 100. Arturo Javier Cifuentes Timón 101. Rosa María Morán Cabrera 102. David Conde Rodríguez 103. María Mercedes López Gómez 104. Antonio Pablo González Terol 105. Carmen Arcas Maurín 106. Juan Francisco Iniesta Cortijo 107. Jorge Jiménez de Cisneros Bailly-Bailliere 108. María del Pilar Sotorrio Ruiz 109. Julia Garrido Gorría 100. Arturo Javier Cifuentes Timón 111. Silvia Chavida Garrido Suplentes: Patricia Araujo García, José Antón Reguera y Beatriz Ocaña Rincón | Esperanza Aguirre                           | 1 429 890 | 46,67                  | 55                     | =                      |
| Partido Socialista Obrero Español                    | Candidatura del PSOE1. Rafael Simancas Simancas 2. Inés Alberdi Alonso 3. Pedro Feliciano Sabando Suárez 4. Ruth Porta Cantoni 5. Carlos Westendorp Cabeza 6. María Helena Almazán Vicario 7. Francisco Cabaco López 8. María Encarnación Moya Nieto 9. José Antonio Díaz Martínez 10. María Soledad Mestre García 11. José Manuel Franco Pardo 12. María Ángeles Martínez Herrando 13. Eduardo Tamayo Barrena 14. María Isabel Manzano Martínez 15. José Carmelo Cepeda García 16. Antonio Chazarra Montiel 17. Ana María Arroyo Veneroso 18. Modesto Nolla Estrada 19. Francisco Hernández Ballesteros 20. Lucila María Corral Ruiz 21. Francisco Contreras Lorenzo 22. Jorge Gómez Moreno 23. María Patrocinio Las Heras Pinilla 24. Francisco Javier Gómez Gómez 25. Óscar José Monterrubio Rodríguez 26. Carmen García Rojas 27. Eustaquio Giménez Molero 28. Andrés Rojo Cubero 29. Alicia Acebes Carabaño 30. Eduardo Sánchez Gatell 31. Rafael Gómez Montoya 32. María Paz Martín Lozano 33. Marcos Sanz Agüero 34. Antonio Fernández Gordillo 35. María Maravillas Martínez Doncel 36. Alejandro Fernández Martín 37. Juan Antonio Ruiz Castillo 38. María Rosa de la Rosa Ignacio 39. Enrique Echegoyen Vera 40. Adolfo Piñedo Simal 41. María Dolores Rodríguez Gabucio 42. María Antonia García Fernández 43. Francisco Garrido Hernández 44. José Luis García Sánchez 45. Adolfo Navarro Muñoz 46. María Teresa Sáez Laguna 47. Pedro García-Blanco Saceda 48. Carlos David López Acosta 49. Felisa Sánchez Ocaña 50. María Luisa Álvarez Durante 51. Álvaro Plaza Carpio 52. Francisco Cordero Bermejo 53. Francisca Oller Sánchez 54. Ángel de Gregorio Trigo 55. Lorenzo Hernández Jiménez 56. Virginia Aranda Pizarro 57. Manuel Sánchez Navarro 58. José Sánchez Quindós 59. Isabel de los Ángeles López del Arco 60. José Melones Prieto 61. Manuela Núñez Márquez 62. Fabiola Figueras Aguilar 63. Miguel Ángel Lomas Fernández 64. María Luisa de Ybarra Bernardo 65. Leonor Antúnez Heredero 66. José Carlos Milán Ruiz 67. Eva Perea Berguio 68. Antonio Romero Vargas 69. Mónika Kielmannsegge Florián 70. Alfonso José Rodríguez Gómez 71. María Teresa Aguilar Aguilera 72. Óscar Blanco Hortet 73. María Dolores del Campo Pozas 74. Gabriel Calles Hernansanz 75. María Antonia Muro Labella 76. Daniel Vicente Viondi 78. María del Pilar Heredia Iglesias 79. Francisco Gómez Pozas 80. José Luis Muñoz Sánchez 81. Teresa de Jesús Fernández García 82. Eduardo Fernández Palomares 83. María Ángeles Codina Llopis 84. Juan José Cerrato Cerrato 85. José Javier Páez Rueda 86. Mónica Bravo Sánchez 87. Francisco Pérez González 88. Pedro Marcelino Talaván Talaván 89. Dalia Victoria Álvarez Navarro 90. Kamel Karabelli Ortega 91. María Isabel Valverde Virseda 92. Juan Francisco García Moreno 93. María del Pilar Alcázar Leganés 94. José Javier Vales Fernández 95. Emilia Francisca Ortiz Álvarez 96. José del Castillo Gordo 97. Mercedes García Ramos 98. Julián Jiménez Díaz 99. Andrés Reche García 100. Ana Isabel Aguado Perdiz 101. Pedro Rosillo Díaz 102. Amparo Ortiz Martín 103. Alejandro Pizarro Ortola 104. María del Pilar Vidal Lloret 105. María Antonia Alonso Utrilla 106. Óscar Jiménez Bajo 107. Magdalena Ortega Cutillas 108. Rosa Serrano Jimeno 109. Juan Francisco Grande Rodríguez 100. Ana Isabel Aguado Perdiz 111. Santiago Javier Sánchez Carlos Suplentes: Eva Ercolanese Muñoz, Tomás Sarmentero Llorente y Elisabet Benito Varas | Rafael Simancas                             | 1 225 390 | 39,99                  | 47                     | +8                     |
| Izquierda Unida Comunidad de Madrid                  | Candidatura de IU-CM1. Fausto Fernández Díaz 2. Eduardo Cuenca Cañizares 3. Miguel Ángel Reneses González Solares 4. Caridad García Álvarez 5. Margarita María Ferré Luparia 6. Jorge García Castaño 7. Luis Suárez Machota 8. José Guillermo Fernando Marín Calvo 9. María de los Reyes Montiel Mesa 10. Basilia Vara Hernández 11. Franco González Blázquez 12. Gregorio Gordo Pradel 13. Emilia Alonso Serrano 14. María Carmen Sánchez Ortiz de Zárate 15. Libertad Martínez Martínez 16. Pablo de la Fuente Espada 17. Gorka Esparza Barandiarán 18. Felipe Rodríguez Ruiz 19. María Carmen Yagües Soria 20. Francisco José Pérez Esteban 21. Desiree Arranz Moleno 22. Matilde Tenorio Matanzo 23. Vicente Llópiz González 24. María Trinidad Camacho Moreno 25. Marie Jeannet Cármel Carrión 26. Joaquín Jiménez Yuste 27. Raúl Calle Gallardo 28. María Teresa Fernández González 29. María del Carmen Cortés González 30. Fernando Ontiveros Beltranena 31. Dionisio de Haro Romero 32. Nieves Abascal Novoa 33. Juan Ramón Duarte García 34. Javier Blanco Morales 35. María del Pilar Fernández Herrador 36. José Masa Díaz 37. Vanesa Puerta Pasamontes 38. Ángel Andrés Hidalgo González 39. Jesús Bachiller Andrés 40. Josefa Conde Pizarro 41. Norberto Buenache Moratilla 42. Alicia Amparo Durán Carrera 43. Juan Gabriel Figueroa Gómez 44. Paz Vaello Olave 45. Fernando Fornovi Godoy 46. Fernando Silio López 47. María de las Mercedes Galindo Rubio 48. Andrés Andrés Vega 49. Jesús García Domínguez 50. Francisco Quijorna Cereijo 51. Josefa Sánchez Zurdo 52. María José Asensio Giménez 53. Salvador García García 54. María Pilar Esther González Sanz 55. Abel Pineros Gil 56. José Luis Copado Calvo 57. Manuela Jordán Cuenca 58. María Ángeles Concepción Castilla Benito 59. Jerónimo Hernández Casares 60. Francisco Fonseca Ramos 61. María Martínez Arredondo 62. Andrés de Diego Morata 63. José Luis Martínez Cestao 64. Juana Balas Hernández 65. Gabriel Martínez Rodríguez 66. María del Pilar de la Fuente Muñoz 67. Joaquín Beitia Gutiérrez 68. Juan Raúl Castellanos Tarrago 69. Laura Lizaga Contreras 70. Julián Sánchez Diego 71. Álvaro Nieto Torres 72. Carmen Martínez Marín 73. Florián Moya Martín 74. Carlos Loaisa Cuesta 75. Adela Otero Juidíaz 76. Aurora Rodríguez Cabezas 78. María Teresa Pérez Girón 79. María Isabel Pizarro Peña 80. José María Domínguez García 81. Jesús Saiz Lorca 82. Antonio Triviño Heredero 83. Ignacio Sánchez Coy 84. José Enrique García Blanco 85. María Carmen Suárez Gayo 86. María Isabel Estebaranz Medina 87. Antonio Sánchez Fernández 88. Celia Téllez Martínez 89. Josefa Trigo Sánchez 90. Felicidad Vilches Ramírez 91. Mario Pérez García 92. Antonio Carretero Mayor 93. Laura Nuño Gómez 94. Juan José Herranz Blanco 95. Antonio Ruda Valenzuela 96. Concepción de Frutos del Castillo 97. María Antonia Alonso Casado 98. María Paloma García de Lucas 99. Aurora Yáñez Calvo 100. Juan Carlos Fonseca Martínez 101. Pascale María García-Ábalos Rey 102. José Miguel Rodríguez-Tarduchy Díez 103. Emilio Ruiz Machuca 104. María Victoria Acebes Fuertes 105. María Carmen Galán Huélamo 106. Miguel Pedraz Comellas 107. María del Carmen López Hidalgo 108. María Isabel Lozano Ocaña 109. Rubén Tomás Cruz Orive 100. Juan Carlos Fonseca Martínez 111. María Montserrat Muñoz de Diego Suplentes: Carmen Paz Artacho Artacho, Ricardo Biurrun González y José Luis Arce Guallarte | Fausto Fernández                            | 235 428   | 7,68                   | 9                      | +1                     |
| Los Verdes                                           | Candidatura de LV1. Ángel Requena Fraile 2. Lucía García Cobo 3. Esteban Cabal Riera 4. Vicenta Rico Carrasco 5. Alejandro León Lacal 6. Raquel Zapata Salgado 7. Juan Antonio Zuriarraín Fernández 8. Noemí Aiguasenosa Soro 9. Ricardo Peña Mari 10. Marta Rodríguez de Quijano Urquiaga 11. José Luis Nieto Cicuéndez 12. Rosa María Patricia Aragón Pardo 13. Francisco José Molinero Anchustegui 14. Marta del Carmen Luna Cantarero 15. Jorge Portland Durán 16. Ana Cruz García Azcárate 17. Luis Óscar Reyes Torregrosa 18. Eva Paloma López Núñez 19. Vicente Sesmero Saélices 20. María Luz Santesmases Navarro de Palencia 21. José Luis Barceló Mezquita 22. Obdulia González García 23. Didac Coca Villalonga 24. Clara del Saz-Orozco Estepa 25. Críspulo Nieto Cicuéndez 26. Erica Gómez Guerrero 27. Rafael Koldobika Polo Guardo 28. María Elena González Menéndez 29. Juan Carlos Martínez Aguera 30. María Nieves Abades Agüero 31. Manuel Ramírez Cañizares 32. María Felicidad Blanco Alonso 33. Marco Reyes Torregrosa 34. María Dolores Alcalá Mora 35. Juan Antonio Benito Gómez 36. Rosa María Berrocal Muñoz 37. Miguel Ángel Lozano Colodrá 38. Carmen Díaz de la Rúa 39. Jesús Gómez Jiménez 40. María Gemma Martínez Gutiérrez 41. Jorge Martín Neira 42. María Esther Redondo Gallego 43. Rafael Miguel Mayordomo Alonso 44. María Silvia Torrella Ginestar 45. Joaquín Palomar Lopera 46. María Emilia Alonso García 47. Pedro Martín Expósito 48. María del Pilar Casado Mosquero 49. Félix Alcocer Menéndez 50. Paz García Montes 51. Pablo Jesús Carretero Bermejo 52. Alicia Herranz Herranz 53. Luis Ignacio Herranz Santamaría 54. María Susana Infantes Esteban 55. Ángel Pozo Salmerón 56. Pilar Molina Almansa 57. Alberto García Gómez 58. Tamara Benito Bonilla 59. Mariano Arroyo Ramírez 60. Yolanda Tello de Mingo 61. José Ramón Lobo Rico 62. María Teresa Reguillón Botello 63. Jaime Gómez Cadalso 64. Paloma Redondo Carrillo 65. Pedro José Martínez González 66. Amanda Rodríguez Cabal 67. Carlos Salgado Werner 68. Cristina Domingo Martínez 69. Miguel Ángel Campos López 70. María Belén Picorel del Río 71. Raúl Jiménez Tamborino 72. Rosalía Aguilar Espinosa 73. Javier Orantes Álvarez 74. Atanasia Escudero Clemente 75. Israel Ranz Paz 76. Miren Agurtzane San Julián Hernández 78. Eva María Gutiérrez García 79. Antonio Lara Ruiz 80. Esther Carrasco-Muñoz Perezagua 81. Cosme Vicente Mochales Momblona 82. Marta Ramos Parra 83. José María de Ramón Pérez-Agua 84. María Pilar López Penado 85. Antonio López Suja 86. Irene Morán Posado 87. Andrés Rodríguez Vellisca 88. Ana Sesmero Velasco 89. Alberto Diliz González 90. Raquel Morón Alonso 91. Ricardo Avivar Maceiras 92. María Nora Carvajal Gómez 93. Alejandro Blázquez Martínez 94. Ana María de la Fuente de la Fuente 95. Germán Domingo Díez 96. María Victoria Monjas Casado 97. Pedro María Echeverría Vitoria 98. Susana Elorriaga López 99. Jesús Fernández Serrano 100. María Dolores Riera Fernándezraigoso 101. Rafael Folcra Alonso 102. Raquel Rodríguez Díaz 103. José María Llorente Díez 104. Virginia Rodríguez Sanz 105. Atilano Martínez Tomé 106. María del Mar Moreno Álvarez 107. Sergio Muñoz Barreno 108. María Gloria Moro González 109. Luis Ángel Marchand Prados 100. María Dolores Riera Fernándezraigoso 111. Jesús María Montero Delgado Suplentes: Marta María Cabal Riera, Marcial Salvador Fontaniella y Ana Belén López Núñez | Ángel Requena Fraile                        | 42 322    | 1,38                   | 0                      |                        |
| Los Verdes de la Comunidad de Madrid                 | Candidatura de LVCM1. Ángel Nicolás González Fernández 2. Gloria Torres Borrell 3. Julio César Santiso Santín 4. María Cristina García Moreno 5. David Gallego Villahermosa 6. Carmen Pinilla Alcaraz 7. Francisco Pérez Martínez 8. Catalina Carolina Corral Novoa 9. Eduardo Andradas de Diego 10. María Teresa Rodríguez Rollón 11. Fernando Ramón Torrejón Melones 12. Patricia Santiago García 13. Jesús Francisco Téllez Parrilla 14. Antonia López Fernández 15. Manuel Pérez Sánchez 16. Alicia García Torres 17. José Cámara Torrella 18. María Pilar Santiso Santín 19. Diego Román Madrid 20. María Teresa Elena Luengo Salazar 21. Francisco Javier Bonilla López 22. María de los Ángeles Fernández García 23. Mariano Martos Blanco 24. María de las Mercedes Cortijo García 25. Jorge Muñoz Sierra 26. Josefina Morillas Serrano 27. Antonio Torralba Ábalo 28. Rosa María Silva Barrera 29. Amelia Chamón Ontalba 30. José Miguel López Roa 31. María Belén Albarrán Gómez 32. José María Martín Cabo 33. Ángeles Cortell Ferrando 34. Francisco Herrero González 35. Raquel Torres Fernández-Prieto 36. Francisco Soler Ríos 37. Guillermina Argüello Ruiz 38. Faustino Muñoz Martínez 39. María Isabel Benito de la Iglesia 40. Pedro García Sandoval 41. Isabel Fernández-Prieto Malluguiza 42. Carlos Paulogarrán Cabezas 43. Rafael Folcrá Alonso 44. Patricia Jiménez Sánchez 45. Óscar Rubén García Villacieros 46. María del Carmen Zapata Hernández 47. Rafael Mayordomo Manjón 48. María del Carmen Fuentes Gómez 49. Luis Miguel de Lucas Aguilar 50. Gema Villahermosa Gómez Pimpollo 51. Francisco Javier Valero Baquedano 52. Alejandro Boto Alonso 53. Juana García Romero 54. Rafael Rascón Baeza 55. María Helena Otero Pérez 56. María Rosario Sánchez-Alarcos Flores 57. María Josefa Cordero Rayo 58. Alejandro Santiso Santín 59. Julia Sánchez Moreno 60. Ángel Blanco Viejobueno 61. María Blanca Paloma Núñez Galindo 62. Carlos Felipe de Lucas Aguilar 63. Coral María Sevilla Espina 64. Juan Francisco Gallego Moya 65. Gloria Ángeles Bernués Cano 66. José Luis Madrigal Armengol 67. Matilde González Manuel 68. Gloria Navarro Torres 69. Eduardo Cortijo García 70. Hortensia Albasanz Rodríguez 71. Saturnino Burgos Chamizo 72. María Victoria Bayos Estrada 73. Juan Pinto Serrano 74. Gloria Ribate Valmaseda 75. Gumersindo González Fernández 76. Pilar Barriga Manjavacas 78. María Yolanda Montero Altable 79. Julián Mayoral Uzquiano 80. María Carmen Martín Martín 81. Antonio Pedrosa López 82. Rosa María Pando Sastre 83. Amadeo del Olmo García 84. María José Martín Gordo 85. Alfredo Crespo Sánchez 86. María Isabel Pacheco Sánchez 87. Miguel Ángel Rodríguez Galán 88. Jorge María José Gracia Fernández-Casadoiro 89. Francisca Esther Fernández Feal 90. Óscar de la Iglesia Rodríguez 91. Nélida Ester Pereyra Foucault 92. Alejandro García Barrientos 93. Jesús Méndez Álvarez 94. Rita María Carmen Bailón Gijón 95. Julián Mayoral Corrochano 96. María Cruz Ana Raquel Barrio Íñigo 97. Francisco de Asís Sendarrubias Redondo 98. Luz María Braña Rey 99. Clemente de Blas Ortega 100. Esperanza de Alfonso Villena 101. José Luis Grondona López 102. Sergio Mayoral Uzquiano 103. Vicente Rodríguez Romero 104. Isabel Villahermosa Criado 105. Julio Vallano Martínez 106. Mario Aparicio Lozano 107. Manuel Hernández Montalbán 108. María Begoña Codes Verdú 109. Jorge Alberto Donoso Bailón 100. Esperanza de Alfonso Villena 111. Luis Fernando del Valle Pascual Suplentes: Concepción López Plaza, Marcelo Cilla Ortega y Juan Manuel López Requena                                 | Ángel Nicolás González Fernández            | 28 207    | 0,92                   | 0                      |                        |
| Centro Democrático y Social                          | Candidatura de CDS1. Antonio Vega Muñoz 2. José Luis Augusto Gómez 3. Francisco Javier Cabo Salvador 4. Miguel Coronado Muñoz 5. Juan Carlos Ceballos-Zúñiga Aldeamil 6. Javier Navarrete Murria 7. Eusebio Barreda López-Canti 8. Jesús Romero Crespo 9. Francisco Cabra Torrijos 10. Mario Prendes-Pando Osorio 11. Fernando González Ramos 12. María Luisa Vizán Suaña 13. Hilario Pablos Pablos 14. Rubén Cabra Izquierdo 15. José Antonio Hernández Bajo 16. José Luis Pastor Sánchez 17. Manuel García Froufe 18. Mariano Núñez Fernández 19. Carmen María Sevilla Herrera 20. Liria Lamiel Puerto 21. José Ignacio Cuesta Iglesias 22. Eusebio González Moreno 23. Julián Benito Tabanera Pontón 24. Antonio Ramírez Pérez 25. Manuel Trigueros Martín 26. Ángel López Mingorance 27. Carlos Javier Sánchez Serrano 28. Alfonso Tarancón Castillo 29. Manuel Muñoz Martín 30. Jaime Rodríguez Álvarez 31. Carlos Gómez Valenzuela 32. Celia Bueno Aizpuru 33. María Yolanda Escanciano Lozano 34. José Carlos Ruiz Dobarro 35. Sonia Calleja Angosto 36. Javier Latre López 37. Lucía Martín Pérez 38. José Vicente Guzmán López 39. Miguel Ángel Marrero Santana 40. Gloria de Jesús Vicente Estévez 41. José Manuel Simón Madrid 42. Claire Mireille Celestin Dorsainvil 43. Gonzalo Jesús Guitian Prada 44. Alejandro Ubaldo Ameijeiras García 45. Concepción de la Cruz Delgado 46. José Luis Sanz Alonso 47. Julián Barbero Santos 48. María Dolores Casado Fernández 49. Carolina Portillo Casado 50. Ana María Azpicueta Fisac 51. Mónica Portillo Casado 52. María de la Rosa Rubio del Toro 53. Jesús Corrales Díaz Alejo 54. Román Patón Lorca 55. Gerardo Gismero Gordón 56. Santiago Vergara Martín 57. María del Pilar Romero Fernández 58. María Ángeles Contreras Villegas 59. Alejandro Solera Martínez-Nicolás 60. Elisa Ebba Barreda Sparre 61. Eugenio Pérez Crispín 62. Julio Edrulfo León Gómez 63. Francisco Fernández de Mazarambroz Bernabéu 64. Amparo Porras Gálvez 65. Antonia Virtudes Moya Fernández 66. María Jesús Domínguez Saldaña 67. Antonio Borrego de la Braña 68. Aurora Gómez Manzano 69. Manuel Sanz Pozas 70. Ángel Jesús López Martín 71. Eva Pilar Linares Pileño 72. Juan Barrado Melchor 73. Ana Belén Barrado Olivares 74. María Elena Parra Badajoz 75. María Mingorance Samos 76. Salvador López Martín 78. Santiago Vergara Ferrer 79. Álvaro González Romero 80. María Leandra Campo López 81. Cristina García Contreras 82. María Teresa Tablado Rivas 83. Óscar Badajoz Trillo 84. José Fargas Moreno 85. Francisco Javier de Loro Priego 86. Andrés Merino Picazo 87. Roberto Robles Beltrán 88. David Expósito Varade 89. Ruth Criado García 90. María Elena Ramos Solano 91. María Isabel Pedraz Gómez 92. Félix Barredo Gonzalo 93. Juan José Martín de la Paz 94. Leandro Robles Pérez 95. Fernando de Torres Ortega 96. Luis Miguel Polo Egido 97. Eva González Romero 98. María Natividad Martín Virseda 100. Gema Benavides Lerma 101. María Dolores Sánchez Moreno 102. Sonia González Rodríguez 103. Macarena López Ruiz 104. Ainhoa Pérez Puyol 105. María Inmaculada Roldán Romero 106. Josefa Méndez Roldán 107. Ana María Romero Fernández 108. María Cruz Villafruela Pérez 109. Monique Christine Duthiers Sparre 100. Gema Benavides Lerma 111. María Teresa Gómez-Limón Amador Suplentes: Juan Barriopedro Murcia, Beatriz de la Fuente Rodríguez y Francisco José Cuesta Sánchez | Antonio Vega Muñoz                          | 6696      | 0,22                   | 0                      |                        |
| La Falange                                           | Candidatura de FE1. Manuel Andrino Lobo 2. Antonio Ruiz Valera 3. María Paloma Batres Casado 4. Eduardo Arias Hijas 5. Eulalia Llorente Gancedo 6. Juan José Ortiz Torres 7. Carlos Javier Rodríguez Muñoz 8. Francisco Rodríguez García 9. Salvador Ceprián Ortega 10. Fernando César Martínez Dalmau 11. Luis Vizcaíno Martínez 12. Luis Felipe Pérez Gutiérrez 13. Fernando Iglesias Vázquez 14. Ángel Carrera Zabaleta 15. Eva María Díaz Benavente 16. José Camino Martínez 17. José Alberto García Falcón 18. José Fernando Ruiz Pisonero 19. Santiago José Lapique Martínez 20. Manuel Ángel Pérez Aldana 21. Jesús Ramos Meseguer 22. Fernando García Molla 23. José María Ferrando León 24. Leopoldo Ceano Vivas Martín 25. José Fernando Cantalapiedra Vilar 26. Ignacio Batres Casado 27. Jesús Fernando Fernández Gil 28. Fernando José Rabadán Aparicio 29. Ángel Luis Calvo Gil 30. Gema Tapias Molina 31. Alfonso Blanco García 32. Ernesto Martín Villar 33. José Luis Daza Santos 34. Orlando Fernández Cabrera 35. Javier Villarero Hernández 36. Luis Casas Romero 37. Emilio Javier Mariat García 38. Pedro Bertomeu Ruiz 39. Ángel Menéndez Fernández 40. Javier Guijarro Montojo 41. Manuel Brants Reyes 42. Luis González Gómez Rey 43. Manuel Pardo Cebrián 44. María Alejandra Alonso Pardo 45. Nina Lorente de Juan 46. Rafael Biosca Prieto 47. Carlos Batres Arnanz 48. María Salud Ponce Moreno 49. Alfonso Luis Sánchez García 50. Carlos Chinchilla Moreno 51. José Bogas Rubios 52. Fernando Alonso Morán 53. Jesús Heras Ramos 54. María Luisa Martín de la Cruz 55. Juan Carlos Jiménez Pérez 56. Eugenio Ampuero Yuste 57. Camino Caride Villamil 58. Ángel Fabio Martínez Luiggi 59. José María Pérez Aldana 60. María Doris Chulilla Maier 61. Carmelo Cimas González 62. Rafael García Linares 63. Santiago López del Álamo 64. Fernando Calvo Gil 65. José Rivas Barbas 66. José Chumillas Rodrigáñez 67. Jesús Muñoz Martínez 68. Esther Tallón López 69. José Antonio Velasco Múgica 70. Juan Montalbán San José 71. Pedro Ignacio Cuenca Lera 72. Ángel Diego González 73. Juan Núñez Martínez 74. María Jesús Allona Obregón 75. Luis Javier Paredes Novella 76. Antonio Atienza Plaza 78. Antonio Fisac Pedrajas 79. Javier González Suárez 80. María Teresa Hernández Rubio 81. Margarita Martín Armero 82. María del Carmen Pajares Velasco 83. Salvador Gálvez Rosillo 84. Concepción Tinte Arribas 85. Francisco Javier Ramayo Ruiz 86. José Manuel Pardo López 87. Amelia Hernández Rubio 88. Lara Sanz García 89. Enrique Fernando Martín Mascaraque 90. Miguel Ángel Ríos Fernández 91. María Soledad Martínez de Lagos Muñoz 92. Cristina María Rabadán Aparicio 93. María del Carmen Aparicio Periquet 94. Miguel Salinas de Aldecoa 95. Miguel Díaz Martín 96. Mercedes Pisonero Menéndez 97. Antonio Atienza Plaza 98. Juan Manuel Damiano López 99. Francisco López Berges 100. Juan Carlos González Toronjo 101. Dolores Moreno Díaz 102. Manuel Gómez Canales 103. Jesús Ignacio Martín Neyra 104. Enrique Ruiz Aradas 105. Antonio Blanco Ruiz 106. Juan Manuel Lazcano de Irazábal 107. Juan Manuel Vázquez Gimena 108. Javier Hernández Suárez 109. Fernán Nuño García Brugos 100. Juan Carlos González Toronjo 111. José Antonio Cadrecha García Suplentes: Almudena Jurado Robles, César Carro García y María Soledad Márquez de Acuña Castro | Manuel Andrino Lobo                         | 4047      | 0,13                   | 0                      |                        |
| Partido Familia y Vida                               | Candidatura de PFyV1. Íñigo Coello de Portugal Martínez del Peral 2. María Dolores Ruiz Calavera 3. José Alfonso Garre Contreras 4. Myriam Merino Thomas 5. Gonzalo Castañeda Pérez 6. Andrés Francisco Rodríguez Eyré 7. Ana Isabel González Herrera 8. Fernando Javier Madrigal Álvarez 9. María del Carmen Andrada Valverde 10. Milagros Gil Martín 11. José María Merino Thomas 12. José Juan Escandell Cucarella 13. Pablo García Arruga 14. José Eulogio López Escribano 15. Dolores Izquierdo Navarro 16. Antonio Yagüe Ballester 17. Pablo Prados Covarrubias 18. Sergio Rufo Paz 19. Lourdes Merino Thomas 20. Celia Hierro Fontenla 21. Carlos Ricardo Carranza Recio 22. Juana María Ucendo Gómez 23. María de las Mercedes Lucini Baquerizo 24. José Guerrero Alonso 25. Javier Paredes Alonso 26. Alfredo Prados García 27. Ramón de las Heras Bandrés 28. Ignacio Callejo Mateos 29. Teresa Ana Prados Covarrubias 30. José María Andrada Grande 31. María Fuencisla Severiano Laguna 32. Luis Ausín Manzano 33. Gustavo Susanna de Larrauri 34. María Juana Gómez Mohíno 35. Pedro Perea Molinuevo 36. María Mercedes Stampa Piñeiro 37. Clara López Ruiz 38. Carlos Álvarez Úbeda 39. María Caridad Villaescusa García-Quijada 40. María Inmaculada Fernández López 41. María Victoria Fernández Fernández-Cuervo 42. Cayetano Mateos Soriano 43. Inés María Elena Llorente Martín 44. María del Mar Guerrero Mochón 45. David del Fresno Torrecillas 46. María Encarnación Fernández-Maquieira Fuentes 47. Inés Martín Rueda 48. Gabriel González-Andrío Jiménez 49. Jesús María García Sánchez-Colomer 50. Rocío Montero Fernández 51. Adela María Fernández de Lama 52. María Luján Santiago Perals 53. Alejandro Ucendo Gómez 54. Santiago Nistal Ruiz 55. María Isabel Olivar Álvaro 56. Rosendo Llorente Gozalo 57. Fernando de la Vega Valera 58. Antonio Francisco Ortega Molina 59. Juan Carlos Camps Sánchez 60. Katia García de Blanes Torres Cabrera 61. María Consuelo Valderrama Muyco 62. Conrado Giménez Agrela 63. Carlos Rubio Lamana 64. Francisco de Asís Blanco Quintana 65. María Blanca Ponce de León Martínez 66. José María Chiva de Agustín 67. Marta González Herrera 68. Andrés de Francisco Rodríguez 69. José Manuel Rodríguez de Robles Aguado 70. María Pilar Cánovas Monfort 71. María Luisa Bermúdez Barrero 72. Juan José Montiel Sanz 73. Francisco Mezcua Farré 74. Hilario Rodrigo Martínez 75. José Pérez Pérez 76. José María Andrada Valverde 78. José Luis Guzmán Díaz-Valero 79. Rubén Silvano Manso Olivar 80. Carlos Gómez de Olea López de Letona 81. Luis Gómez Pertiñez 82. Samuel Ucendo Gómez 83. Francisco Paredes García 84. Vicente Javier Jiménez Alonso 85. Alejandro Ucendo Crespo 86. Sofía de la Vega Rodríguez González 87. Bernardo García Sánchez 88. Guillermina Vila Pérez 89. María del Carmen Achón Tuñón 90. María Teresa Camps Sánchez 91. David Ignacio Herrero García 92. María Carmen Tarragato García 93. Gonzalo Pérez Bocherini 94. Pablo Llorente Martín 95. Rafael Madrid Grande 96. María del Carmen Segura Ramírez 97. María Carmen Cuesta Sacristán 98. Daniel Camps Sánchez 99. José Manuel Montero Moreno 100. Jesús Ballano Riera 101. María Patricia Santos Rodríguez 102. Eugenio Ortega Jorganes 103. Mercedes Llorente Martín 104. José Antonio Revuelta Santa Cruz 105. María Jesús Sanz Peña 106. Paloma Esquiliche Vázquez 107. Carlos José Valero Molina 108. Cristina Palou Laforet 109. Ángel José Sastre Beceiro 100. Jesús Ballano Riera 111. María Cruz Rodríguez Delgado Suplentes: Jacinto López-Hazas Martín, Fabiola Alzola García y Jesús Ruiz Aranda     | Íñigo Coello de Portugal Martínez del Peral | 3994      | 0,13                   | 0                      |                        |
| Partido Demócrata Español                            | Candidatura del PADE1. Julián López Jiménez 2. María Isabel Granados Gordo 3. Jorge Arturo Cutillas Cordón 4. Enrique Ruiz Escudero 5. Alfredo Casquero Algarra 6. María Dolores Murillo Guerrero 7. José Antonio Gómez Marcos 8. Miguel Álvarez de Eulate Moreno 9. Fernando Sancho Lizcano 10. Benito Prádena Molero 11. Yolanda Sanz Rojas 12. José Luis Escudero del Hoyo 13. María del Carmen Arenas Arenas 14. Juan Manuel Martos Baena 15. Rafael Pérez Ortega 16. Faustino Cebrián Llorente 17. Máximo Navares Santos 18. José María Ortega Mingo 19. José Luis Suárez Puertas 20. José Fernández Panizo 21. Ángel Tejedor Llorente 22. Fernando March Almela 23. José Manuel Monfort Calderón 24. Agustín Julio Barcos Sarachaga 25. Josefina Pórtoles Cabello 26. Martín González Teja 27. Juan Raúl Sanz Jiménez (Independiente) 28. María Carmen Guerrero García 29. Antonio Canorea Arquero 30. Javier Luis Rojas Itarte 31. L Raúl Calleja Serrador 32. Asunción Alonso Ruiz 33. Antonio Lalaguna Arroyo 34. Miguel Ángel Rojas Higuera 35. José Luis López Sánchez-Barba 36. Antonio Bolea García 37. Flaminio González Rodríguez 38. Alejandra Roldán Peña 39. José Antonio Cecilia Ferrón 40. Antonia Sánchez Cañadas 41. Lorenzo Antón Domínguez 42. Ramón Agra Larriba 43. Laura Soler Moreno 44. María José Montero Ramiro 45. Bruno Hebrero López 46. María Carmen Iglesias Quijada 47. Francisco Javier Navas Durban 48. Andrés Córdoba López 49. Alicia Sánchez Martínez 50. Antonio Cañada Tores 51. María Mar Montaña Fernández 52. Alicia Álvarez Hernández 53. José Mario García Domínguez 54. Dionisio Esteban de Gracia 55. Matías Caravaca Fernández 56. Fernando López de los Mozos Muñoz 57. Ana Dávila Ponce de León Municio 58. Carlos de la Cuerda López 59. Ana Almudena Ruiz Escudero 60. Amparo Herena Sánchez Martín 61. Juan Andrés Mora Pascual 62. Francisco Linares Barroso 63. Ignacio Álvarez de Eulate Moreno 64. José Antonio Martínez Bravo 65. Manuel Falcón González 66. Julio Araujo Rodríguez 67. José Luis Moreno Sánchez 68. Francisco Fernández González 69. Jorge López Muñoz 70. Gonzalo José Delgado Manzanares 71. Manuel Romero Martín 72. Juan José Martínez Zamora 73. Carlos Yunta García 74. María Eugenia García Díaz 75. Soraya Fernández del Puerto 76. Juan José Álvarez Torres 78. Daniel Rosell Ruiz 79. Jesús Pérez Sánchez 80. Antonio Cuadrado Burgos 81. Víctor del Barrio Gil 82. Pedro Ruiz Martín 83. Teodoro Barba Barba 84. Carlos Alberto Balandín Morato 85. Sofía Crespo Pastor 86. María Cascales Martínez 87. Juan Fermín Álvarez Molina 88. José Alburquerque Ampuero 89. José Luis Vedia Lago 90. Adolfo Martín Fernández 91. Cesáreo Capelo Cid 92. Valentín Marquina Álvarez 93. Pedro López Belva 94. Dardo Nahuel Cocetta 95. Emilio Sanguino Ramajo 96. Bárbara Rodríguez de León 97. María Belén González Pérez 98. Miguel Jerez Jordán 99. Ignacio César Álvarez Ruiz 100. Antonio Rodríguez Domínguez 101. Luis Raúl Calleja López 102. Fernando Lafuente Gómez 103. Julio López Belón 104. Juan José Farias Rivas 105. Juan Avelino Oliveros Méndez 106. José Luis Lafuente Almansa 107. María Mar Pérez Garnacho 108. Javier Senén Brugos 109. Antonio Vergara Wal 100. Antonio Rodríguez Domínguez 111. Carlos Ruiz Soto Suplentes: José Ignacio Arias Moreno, Blanca Romero Moraleda y Francisca Garnacho Guillén | Julián López Jiménez                        | 3533      | 0,12                   | 0                      |                        |
| Democracia Nacional                                  | Candidatura de DN1. Ana Isabel Pavón Trujillo 2. Rafael José Ripoll Candela 3. Sergio Martín Hoyuelos Aranda 4. Luis Mateos de Vega 5. Alberto Ruiz Velasco 6. Christian Jorge Ruiz Reguant 7. Manuel Martínez Nieto 8. Luis Andes Olmedo 9. Dacil María Pavón Trujillo 10. Juan Antonio Bueno Arriaza 11. Verónica Pérez García 12. Manuel García Ruiz 13. Raúl Jesús Corrales Moreno 14. María Elena Acedo Sánchez 15. Jesús Domínguez Mielgo 16. Francisco de Asís Gómez Cabrera 17. María de los Dolores Zancada Díaz 18. Eugenio Martín Closas 19. José Óscar Soto Bouzas 20. Guillermo Anguita Morales 21. León Darío Zurbano Gutiérrez 22. Óscar Bellón Ruano 23. María Vanesa Vidales Carrasco 24. Jesús López Martín 25. Carolina Guisado Manzano 26. Francisco Martos Herrero 27. Héctor Carbajo Moreno 28. Francisco Saldaña Anchuelo 29. José Manuel Iglesias Calviño 30. Javier Rivera Jiménez 31. María Plaza Calero 32. Rubén Hernández Pérez 33. Emilio López Marqueño 34. David Gil Asenjo 35. Manuel García López 36. Diego Prieto Cuadrado 37. José Bellaúco Dionisio 38. Margarita de Vega Gallego 39. José David Aranda Gómez 40. Juan Antonio Santo Araujo 41. Enrique Barbudo Arriaga 42. Fernando José Acedo Sánchez 43. María del Pilar Mascuñana Martín 44. Miguel Moya Rodríguez 45. Pablo Julián Pulido Trujillo 46. Félix García García 47. José Manuel Bueno Arriaza 48. María Antonia Calero Fernández 49. Gabriel Pérez Ledesma 50. Felipe Hernández Trujillo 51. César López Bermejo 52. Ignacio Mateos de Vega 53. Luis María Barbudo Arriaga 54. Sergio Díaz García 55. Manuel Gil Silva 56. Andrés Bellanco Dionisio 57. Moisés Martínez Campos 58. Alberto Vicente Alcalde 59. Daniel Rayón Amores 60. Emilio Calvo Urarte 61. Ángel Antonio de la Iglesia Gilarranz 62. José Luis Román Nistal 63. José Luis Vázquez Gil 64. Iván Cabras Sánchez 65. Rubén Ricote Orozco 66. Teresa Moreno Martínez 67. José Luis Encabo Ruano 68. Gerardo García de las Heras 69. José Alberto García Ruiz 70. Álvaro Álvarez Rodríguez 71. José Luis Picazo Cifuentes 72. Israel López Bermejo 73. José Antonio Moreno Díaz 74. Javier de Frutos Díaz 75. Mariana María del Carmen Trujillo Mendoza 76. Iván Flores Fernández 78. José Alberto Jiménez Calderón 79. Carlos Vázquez Fernández 80. Susana Fernández Leitón 81. José Pedro Cuadrado Morgado 82. José Luis Pulido Boto 83. Miguel Montserrat Alcaide 84. María Elena Álvarez García 85. David Hidalgo Montero 86. Ricardo Rivera Rodero 87. Francisco de Dios Jiménez 88. Carolina Gil Blázquez 89. José Agustín Guardia García 90. Antonio Alcaraz García 91. Antonio Marinelli Álvarez 92. Elena Ibarreta Carbajo 93. Rocío Nieto Abares 94. Vicente Miquel Espí 95. José Manuel Balcells Moreno 96. Montserrat Martínez Rosillo 97. Juan José Saldaña Anchuelo 98. David García López 99. Enrique Calleja Anchuelo 100. José Manuel Rodríguez Paredes 101. César Bueno Arriaza 102. Laura Pérez García 103. Cristina Calleja Sánchez 104. Santiago Martín Navacerrada 105. Silvia González Muñoz 106. Cristina Pérez Cuenca 107. José Villar Rodríguez 108. Raúl Torrijos Muñoz 109. Alberto Pinzón Rodríguez 100. José Manuel Rodríguez Paredes 111. Enrique Marinelli Ibarreta Suplentes: Iván Álvarez Cuenca, Alberto Pérez Pascual y Roberto Vega Suaiz | Ana Isabel Pavón Trujillo                   | 3285      | 0,11                   | 0                      |                        |
| Partido Humanista (PH)                               | Candidatura del PH1. José Luis Álvarez Cedena 2. Jesús Ángel Tutor del Hoyo 3. Miguel Ángel Invarato Inarejos 4. María Victoria González Nogales 5. María Carmen Concepción Gómez Moreno 6. Jesús Prado Fernández 7. Rosa María Olmo Blas 8. Alicia Sancho Lamana 9. Santiago Elegido González-Quevedo 10. María Soledad González Alonso 11. Juana Pérez Montero 12. Ana Gozalo Barrachina 13. Leopoldo del Prado Medina 14. Montserrat Curull Iborra 15. Victorino Antonio Rodríguez Franco 16. Francisco Alberto Morago García 17. Angélica del Carmen Arce Cabrera 18. Roberto Florencio Cantero Iglesias 19. Jesús del Prado Medina 20. Juan Alberto Sánchez Mateos 21. Elena Martín Basteiro 22. Gonzalo Castellanos López 23. Paloma López López 24. Hassán Goodarzi Jafar Abadi 25. Teresa Quintanilla Redondo 26. José Luis Gómez-Plácito Carrero 27. María Yolanda Irisarri Iriberri 28. Miguel Ángel Carreño Jiménez 29. Soledad Zurita Cuesta 30. Eduardo Gozalo González 31. Pablo Antonio Herrero Hernández 32. María del Sagrario Tejedor Tejedor 33. María Josefina Castelos Iglesias 34. Álvaro Luis Tomás Leal 35. Obdulia García Blázquez 36. José Luis Heras Muñoz 37. Anunciación Pérez Rodríguez 38. María Jesús García Fernández 39. Clara Cinta Alonso Simón 40. Pablo Alberto de Pedro Martín 41. Francisca Rodríguez Payo 42. Diego Horrillo Morales 43. Beatriz Elósegui Egoscozábal 44. Ana María Buleche Bielo 45. María Luisa Gabaldón Maroto 46. Pedro Hernández Jiménez 47. Manuel Prieto de la Revilla 48. Alicia Josefa Cristina Barrachina Artola 49. Luis Carlos Palacios Contreras 50. Mercedes Carrera Lechuga 51. José Javier Hernández Bermejo 52. Luis Romero Navarro 53. Antonio María Rey Caballero 54. María del Carmen Corral Pellín 55. Antonio Horrillo García 56. Alicia Hernández Collado 57. Carlos Bravo Carrera 58. María Dolores Rubio Falcón 59. Jesús Manuel Gálvez Pérez 60. Carlos Alfredo Herranz Díez 61. María Mercedes Escribano Moreno 62. María Auxiliadora Hernández Suz 63. Juan Ignacio Espinosa Antón 64. María Luisa González Galeano 65. Juana Leal Morales 66. Manuel Vera del Olmo 67. María Victoria Marín García 68. Saturnino Sanz González 69. Michael Román Tubilla 70. Isabel Tamayo Fernández 71. María Tamara Ruiz Ortega 72. María Isabel Gozalo González 73. Ángeles Pérez Álamo 74. Jesús Cubero Ramos 75. David García López 76. Isabel García Murillo 78. Rosa María Gorgojo Gimeno 79. Ángel Cantador Caballero 80. Juan de la Torre Auladell 81. María de las Mercedes Guerrero Pérez 82. Isabel Plaza López 83. Ángela Caballero Molano 84. David Pérez Álamo 85. Ana María Menéndez Sañudo 86. Maximiliano Elegido González-Quevedo 87. María del Carmen Menéndez Sañudo 88. Paloma Martín Martín 89. Francisco Horrillo García 90. José Victorio Matellano Cano 91. Carmen Horrillo García 92. Pedro José Martínez Castro 93. Juan José González Gómez 94. María del Mar Blanca Martínez 95. Diego Horrillo García 96. María Soledad Bravo Carrera 97. José Lorenzo Fernández Alonso 98. Esther Martín Iglesias 99. Ángela Rey Caballero 100. María Natividad Jiménez López 101. Elena Romero del Moral 102. Rubén Benayas Ocaña 103. María Rosa Mera Bande 104. Juan José Maya Sánchez 105. Matilde Chamorro Durán 106. Alejandro Alfonso Lasso de la Vega Visser 107. Cristina Borge García 108. Fernando Esteban Espín Sáez 109. Tamara Rosa Bueno Doral 100. María Natividad Jiménez López 111. María del Carmen Suárez Bendicho Suplentes: Víctor Roldán Chamorro, María Rosa Cimas Cuevas y María Marín Aguayo                                                                 | José Luis Álvarez Cedena                    | 2712      | 0,09                   | 0                      |                        |
| Partido Comunista de los Pueblos de España (PCPE)    | Candidatura del PCPE1. Reyes Hurtado Garrido 2. Víctor Manuel Lucas Ranz 3. Juan Luis García Córdoba 4. Juan Antonio Diosdado Galán 5. Trinidad Torrijos Pimentel 6. Melquíades Jiménez Vicente 7. María Teresa Cenzano Baró 8. Felipe Rodríguez Mesa 9. Servando del Pozo López 10. Francisco Javier Yanini Calvo 11. Juan Pedro López Lorite 12. Olvido Inguanzo Inguanzo 13. Ramón Tiscar Marín 14. Juan Puche Gómez 15. Juan Luis Martín Feced 16. Antonio Vicente Cenzano 17. Antonio Corral Baltasar 18. Julio González Velarde 19. Raúl López Moreno 20. Gustavo Adolfo Cabrera Alcántara 21. Joaquín Boix Lluc 22. Javier Pérez Campillos 23. María Pilar Dorado Plaza 24. Fidel Pérez Dorado 25. Mónica Pérez Dorado 26. Cesáreo Vicente Álvarez 27. Teresa Pedro Bo 28. Ángel Moreno Martínez 29. Miguel Guerrero Sánchez 30. Rafael Parra Chica 31. Lucía García de la Parra Bañares 32. Noelia Vicente Pantoja 33. Tania Amanda García de la Parra Bañares 34. Sergio Rodríguez Gómez Pimpollo 35. José Casado García 36. Miguel Arroyo Arcones 37. Antonio Blanco Fuente 38. Ramiro Corral González 39. Isabel Martínez Pérez 40. Domingo Martínez Sánchez 41. Virginia Pérez Bonaque 42. Ramón Vera Martínez 43. Soledad Castro Luque 44. Cándido Luis Chavida Fernández 45. Manuel Llorca Ferrer 46. José Gisbert Aracil 47. Laura Llorca Morato 48. Joaquín Crespo Rodríguez 49. Salvador Lancis Sáez 50. Vicente Llorca Ferrer 51. Vicente Riera Moll 52. José Ferrer Ibáñez 53. Álvaro Barreiro Álvarez 54. Joaquina Morato González 55. Joaquín Morera Torres 56. Francisco Clavel Mas 57. María Josefa Fernández Simarro 58. Elías Sendra Llorens 59. Juan Raúl Luque Ivars 60. María Concepción del Pozo Zazo 61. Juan Ramírez Valle 62. Juan Carlos Martí Ribes 63. María Ángeles Llorca Morato 64. Juan Domingo Ferrer Argudo 65. Antonio Ferrándiz Llobell 66. María Magdalena González Sánchez 67. Antonio Jaime Perelló Rostoll 68. Pablo Mendiola Expósito 69. José Martín Gómez 70. Eugenio García Núñez 71. Zaira Martínez Morón 72. Eloy Baró Fernández 73. Anne Marie Domínguez Loschi 74. Pedro Hernández Buendía 75. David Díaz Fernández 76. José Manuel del Pozo Zazo 78. Andrés Navarro Higueras 79. María Teresa Rodríguez Celador 80. Carlos Sáez López 81. María Magdalena García Caballero 82. María Teresa Pantoja Bargueño 83. Faustino Rodríguez Gómez-Pimpollo 84. Antonio Díez Miguel 85. Rosa María Gayo Gómez 86. Francisco Bonilla Barco 87. María del Carmen Aguado Rubio 88. Ángel Torregrosa Carreño 89. Antonio Alonso Ramírez 90. María Luisa Sanz Miguel 91. Agustín Enrique Ramos Triano 92. Luis Lamela Abad 93. Ainara Arroyo Monteagudo 94. Francisca López Martínez 95. Manuel Serna Oltra 96. Ramón Colomina Fernández 97. María Martínez Cebrián 98. Diego de la Torre Mejías 99. Diana Bazo Morales 100. José Alberto Saura Fernández 101. Rosa Ripoll Tomás 102. Iris Peña Escandón 103. Juana Valverde Osma 104. Álvaro Benito Descalzo Sánchez 105. Isidro Torrijos Pérez 106. Ángel Tebas García 107. Bienvenido Tebas García 108. Miguel Ángel Rojas Muñoz 109. José Augusto Navarro Pinto 100. José Alberto Saura Fernández 111. Catalina Naranjo Guerrero Suplentes: Juan Andrés Pulido Córdoba, María del Carmen Vicente Cenzano y Eloy Manuel Arcón del Toro | Reyes Hurtado Garrido                       | 2491      | 0,08                   | 0                      |                        |
| Falange Española Independiente-Falange 2000          | Candidatura de FEI-FE1. Norberto Pedro Pico Sanabria 2. Juan Ripoll Naves 3. Jaime Escolar García 4. Francisco Mena Collado 5. David Pizarro García 6. Jesús Álvarez Enríquez 7. José Luis Blanco González 8. Trinidad González Fernández 9. Pablo Ropero Muñoz 10. Rafael Vacas Roldán 11. Jorge Xiol Martín 12. José Javier Menéndez Rodríguez 13. Manuel Mansilla Romero 14. Beatriz Moreno Coronas 15. Benito Moreno Bravo 16. Eduardo Pazos Sánchez 17. Carlos Jesús Náñez Cantador 18. Eloy Donaire Blasco 19. María Jesús Jiménez Braza 20. José Antonio Palomo Reinoso 21. Juan José González García-Cuenca 22. Antonio Pardo Martínez 23. José Prieto Expósito 24. Francisco Lozano Gutiérrez 25. Nicolás María Albalá Molina 26. María del Camino Iglesias García 27. Francisco Sanz Cano 28. Amparo Lorente Vílchez 29. Francisco Álvarez Jolgoso 30. Antonio Mena Calvo 31. Pedro Herrero de Andrés 32. Joaquín José Carrillo Iglesias 33. Teresa Rus Carrasco 34. Francisco Javier Avilés Parra 35. Nuria Aránzazu Sánchez de las Matas Carrillo 36. Ángel Corcuera Alonso 37. Francisco Javier Moreno Ruiz 38. Francisco Antonio Muñoz Baena 39. Rafael Sánchez Rodríguez 40. Manuel Antonio Rodríguez Moreno 41. María Luisa Ibáñez de Aldecoa Pelletier 42. Miguel Ángel Chambo de la Cruz 43. José Luis Fernández Sánchez 44. Sergio Blanco García 45. Evaristo Meana Gómez 46. Francisco Javier Sierra Ortega 47. Javier González Inglán 48. Carlos Carazo Martínez 49. María Begoña España Callejo 50. Vicente Mira Gómez 51. Florentino José García Moreno 52. Amador Herrero Criado 53. Jacinto Rodríguez Alonso 54. Jesús Manuel Millán Castro 55. Juan Luis Carrión Ramírez 56. Simón Condes López 57. Daniel Fernández Ripoll 58. Luis Vázquez González 59. Santiago Lázaro Díaz 60. Eva Lourdes Boned Álvarez 61. Natalia Soria Rojo 62. Jesús Maldonado Picón 63. Segundo Ernesto Gómez Sánchez 64. Sara Bolaños Fernández 65. María del Camino Carrillo Iglesias 66. Jordi Peláez Flores 67. José Manuel Lorences Rodríguez 68. Mario Fernández Mato 69. David López García 70. Juan Pablo Boned Álvarez 71. Carlos Javier López Tabero 72. Enrique Luis Márquez González 73. José Casula Sanz 74. Esperanza Martínez Centeno 75. Julián Martín Ricote 76. Andrés Ferrer Seiche 78. Raúl Moreno Gil 79. Manuel Gañán Miranda 80. Jesús Miralles Zamora 81. Bernabé González Fernández 82. Juan Gómez Carmona 83. Míriam Vega Farrán 84. Gema María Carballo López 85. Javier Juárez del Amo 86. Francisco Camarero Fernández 87. Diego Quilos Quirós 88. Rafael Morenate Sánchez 89. Máximo García Pérez 90. Germán Salcedo Sánchez de las Matas 91. Mercedes Luna Mallado 92. Juan Antonio Álvarez Vinuesa 93. Luis Leopoldo Junquera Prats 94. Manuel Degano Mediavilla 95. Carmen Latorre Quesada 96. Vicenta Gandullo Pérez 97. Marta Ibero Durán 98. Germán Salcedo Blázquez 99. Manuel López Salmerón 100. Nemesio Cabezuela Varela 101. Juan Gascón Vera 102. Francisco Otero Castiñeiras 103. Ignacio Martínez Alonso 104. Arturo Fernández Fernández 105. Juana Sara García Torres 106. Juan Miguel Melguizo López 107. Elia Dimakis Tasopulo 108. Rafael Arroyo Pedrosa 109. Ángel Pérez Simón 100. Nemesio Cabezuela Varela 111. Sabina Núñez Huamán Suplentes: Justo Lorenzo Alguacil, David Mencía Domínguez y Iván Cruz de la Paliza Calzada | Norberto Pico                               | 2448      | 0,08                   | 0                      |                        |
| Izquierda Republicana (IR)                           | Candidatura de IR1. Alberto Vela Antón 2. Ricardo Angoso García 3. Susana Cuadrón Ambite 4. José Magro Baquero 5. María de los Ángeles Rodríguez Parrondo 6. Luis Pablo Díez Pérez 7. María Brea Rodríguez 8. Florencio González Ramos 9. María Pilar Martínez de Manuel 10. Ángel Llopis Bravo 11. María del Carmen Vela Antón 12. Julio Adolfo Artamendi Infante 13. Celia Herreros Vargas 14. Jorge Llopis Vela 15. Pelayo Molinero Gete 16. Mariano Martínez Manuel 17. María Victoria Vela Antón 18. Manuel Esteban Callejo 19. Leonarda María Gallanosa Porras 20. Pedro Llopis Vela 21. María del Pilar Díaz Albarés 22. Pablo Díez Rodrigo 23. María José Serrano de la Rosa 24. Luis Fernando Ruiz Ezquerro 25. María Gutiérrez Ariño 26. José Luis Amo Ramírez de Aguilera 27. Elbia Álvarez López 28. Manuel Reynés Regoyos 29. Sara Magro Ochoa 30. Andrés Garrido Sevilla 31. Lydia Pérez Gil 32. Bernardino Ortega Elmaleh 33. Noelia Seibane Simón 34. Julio Villacorta González 35. Margarita Garrido Sánchez 36. José Elías de Mier García 37. Purificación López Jiménez 38. Santiago Alejandro Díez Pérez 39. María Isabel Muñoz Villasante 40. Fernando José Sánchez-Cerezo Roch 41. María Francisca Villasante Espada 42. Jesús Sánchez Rodríguez 43. Raquel Gutiérrez Redondo 44. Mariano Mellado Ruiz 45. Laura Gutiérrez Redondo 46. Fernando José Molina Llorente 47. María de los Ángeles Llopis Ruiz 48. Miguel Ángel Hernández Capponi 49. María Concepción Moreno Jiménez 50. José Andrés de Blas 51. Ana Serrano de la Rosa 52. Arturo Joaquín García Hidalgo 53. Laura Bellot de la Rosa 54. Jorge Leboreiro Amaro 55. María de la Rosa Dávila 56. Jonathan Fuentes Gutiérrez 57. María del Carmen Ochoa del Olmo 58. José Miguel de Sebastián Carrero 59. Silvia Teresa Tomé García 60. José María López Arriba 61. Rosa Rojo Martín 62. Francisco Javier Ciudad Romano 63. María del Mar Majadas Cerro 64. Jesús Javier Chaves Declara 65. Sara Cabrera García 66. Luis Díez Encinas 67. María Jesús Serrano de la Rosa 68. Javier Hernández Iglesias 69. María Carmen Arce Crespo 70. Guillermo Arenzana Galiano 71. María Rocío Orsi Portalo 72. Pedro Antonio López Arriba 73. Ángeles Agudo Ruiz 74. Evaristo Antonio Ramos Bellotti 75. Carlos Pérez Martínez 76. Guillermo Meizoso Aguilar 78. Hernán Jaén Díez 79. Juan Izcala Ramos 80. José de Martín Simón 81. Francisco Zamora Martínez 82. Ángel Martínez Blázquez 83. Manuel Casado Arboniés 84. Francisco Bonilla Écija 85. Antonio Bellot Calvín 86. Francisco Javier Gómez Wasselle 87. Hugo Leizer Cabrera Amaya 88. Jorge González Sánchez 89. José Roberto González Sánchez 90. Antonio Hijes Jiménez 91. Santiago Muñoz Villasante 92. Fernando Comella Gómez-Aller 93. Pedro Israel Muñoz Pérez 94. Juan Antonio Gómez Gómez 95. Josefa de la Rosa Dávila 96. Antonio Luis Morgado Gutiérrez 97. Pablo Díez Rodrigo 98. José Luis Ruiz Corregidor 99. Luis Rubio Chamorro 100. Enrique Guerra Vargas-Machuca 101. José Manuel Pérez Álvarez 102. Carlos Ventura Hernández Pérez 103. Félix Hernández Raboso 104. Antonio Fernández Mas 105. Luis Miguel Pérez Jorrillo 106. José García Gangoso 107. Juan Carlos González de la Calle 108. Dionisio Díaz Herrero 109. José Cañas Villarreal 100. Enrique Guerra Vargas-Machuca 111. Juan Pedro Rodríguez Hernández Suplentes: Ángel Martínez Villena, Ángel Luis Verdura de Pedro y Teresa Aranzueque Llamero | Alberto Vela Antón                          | 2342      | 0,08                   | 0                      |                        |
| Partido de la Asociación de Viudas y Esposas Legales | Candidatura de PAVIEL1. María Dolores López Uría 2. María del Carmen Velasco López 3. María Fernández Navarro 4. María Remedios Lejo Rodríguez 5. María Carmen Grande de la Rica 6. Irene Álvarez-Fernández Bartolomé 7. María Asunción Sordo Sánchez 8. María Araceli Ibáñez Allera 9. Quintina Garrido Merino 10. Milagros Álvarez Gutiérrez 11. María Luciana Mora Gómez de la Torre 12. Antonia Rafael Donoso 13. Juan Carlos de la Fuente Carrión 14. María Teresa Heras Miranda 15. Francisco Borja Navarro Fernández 16. Miguel Ángel Magaña Remón 17. María Violeta Alonso Rafael 18. Javier Alberto García Meabe 19. José García Marín 20. Manuel Víctor Camarena Checa 21. María Paloma Manrique Manero 22. María Soares de Lima 23. Roberto Víctor Velázquez Bobes 24. Álvaro Vizcaíno Hermosilla 25. María Pilar San Román García 26. Pedro Luis Alonso Rafael 27. Jorge Nieto González 28. Antonio Santamaría Saiz 29. Silvia de la Fuente Bravo 30. María Jesús Nistal Mediavilla 31. María Carmen Oliva Muñoz 32. Gregoria Velasco Hernanz 33. Esther Alonso Rafael 34. María Dolores Mederos Marrero 35. Dolores Araceli Rodríguez Fernández 36. Javier Rodríguez Páez 37. Santiago Valverde Tesoro 38. María Rosario Vozmediano Molina 39. Filomena Gómez Hoya 40. María Isabel Díaz García 41. Elena María Terol Gómez 42. Daniel Óscar Hernanz Beccacece 43. María Soledad Domínguez García 44. Raquel Casas Sierra 45. Jorge Francisco Martínez García 46. Ana María Moreno Chacón 47. Francisco Javier Folgado Gómez 48. Margarita Mederos Marrero 49. María Yolanda de Lago Serrano 50. María Álvarez Fernández 51. Ascensión Laura Rivas Rodríguez 52. María Victoria Cierva Sardina 53. Mario Folgado Gómez 54. Raquel Hernández Abelenda 55. Margarita Gallego Botija 56. Eva María Terol Gómez 57. María Victoria García Lucas 58. Ana Isabel Navajo Ortega 59. María Jesús de los Llanos Silva Díaz 60. Ángel Suz Segura 61. María Ascensión Cortés Ortega 62. Clara Eugenia de Lago Serrano 63. Concepción Rebato García 64. Juan Carlos Carmona Barba 65. María Ángeles Díaz García 66. María Lourdes de Lago Serrano 67. Marta Gayo Bellido 68. Margarita Isabel Jung de Komari 69. Ángel Antonio Torres Gimeno 70. Florencio Díaz Paredes 71. María Soledad Curiel Curiel 72. Concepción Rosas Dorado 73. María Dolores Díaz Martín 74. David Menéndez Bartolomé 75. María Trinidad Osuna Sánchez 76. María Teresa Martínez López del Arco 78. Begoña Lambas Ballesteros 79. Ana Isabel Pesquero Rodríguez 80. Josefa Bravo Fernández 81. Roberto Eduardo Álvarez Álvarez 82. Francisco Javier Sánchez González 83. María Julia Carmona Barba 84. María Jesús Martínez González 85. José Manuel Gómez Gómez 86. Begoña Morales Lambas 87. Francisco Ruiz Garrido 88. Jesús Gómez Guiñales 89. Josefina Vázquez Fernández 90. Marcelino Hernanz Vázquez 91. Francisco Moreno Piña 92. María Teresa González Megía 93. Rafael Folgado Chozas 94. Antonia Barrena Abad 95. María Isabel Galindo Suárez 96. Jesús Vázquez Morales 97. María Dolores Román Sánchez-Guerrero 98. Felipa Navarro Nieto 99. Miguel Ángel Tovar García 100. Juan Pablo Borelli Fernández 101. Luzdivina Vázquez Rey 102. Rogelio Salamanca Pérez-Olivares 103. Jorge Ortiz Rodríguez 104. Eusebio Giménez Gómez 105. José Luis Menéndez López 106. Remedios San Román García 107. Marcelino Hernanz San Juan 108. María Soledad García Fernández 109. Ramón Alonso Manzanedo 100. Juan Pablo Borelli Fernández 111. Guillermo Ysa Sánchez Suplentes: Pilar Victoria Rodríguez Arroyo, María Carmen Rodríguez Fernández y Patricia de la Fuente Bravo                   | María Dolores López Uría                    | 2210      | 0,07                   | 0                      |                        |
| Partido Regional Independiente Madrileño             | Candidatura del PRIM1. Nicolás Piñeiro Cuesta 2. José Luis Barderas del Castillo 3. Rosa Sola Martínez de Bedoya 4. Nicolás David Piñeiro Pérez 5. Gonzalo Martínez Bueno 6. María Isabel Hernández Hernández 7. Juan Ángel Sánchez Pascual 8. Pedro Hernán Morena 9. María del Carmen Santarén González 10. Ángel Luis Moreno Cabrera 11. Mariano Díez Ojosnegros 12. Pedro Luis Birichinaga Cruz 13. Sixto Ángel Gallego Pérez 14. Agustín Vaquero Fernández 15. María Olga Pérez Calvo 16. José Fernández Martín 17. José Domingo Jiménez 18. Consuelo Peña Rivera 19. Gema Ana Piñeiro Pérez 20. Cristóbal Zaballos Oliver 21. Juan Antonio Arevalillo Gómez 22. Marta Martín García 23. Alejandro González Navarro 24. Jara Sepúlveda Solá 25. Juan Carlos Santarén González 26. Miguel Jiménez González 27. Jaime Juvera Serrano 28. Francisco Ambrona Pérez 29. Santiago Nájera Martínez 30. Gerardo Rodríguez Ramírez 31. Luis Sanz Dorado 32. Irene Yolanda Piñeiro Pérez 33. María Sepúlveda Sola 34. Juan Antonio Beltrán Cobos 35. María Luisa Sánchez Murillo 36. Esteban Ibáñez Nájera 37. Mario Armenteros Puerto 38. Juan Antonio González Benito 39. Isabel Fernández García 40. Julia Ceballos García 41. Isabel Ibáñez Muñoz 42. María Ruth García López 43. Enrique Rodríguez Hernández 44. Jesús Escamilla Espada 45. María Luz Hernández Bullido 46. Víctor Alconada Rodríguez 47. Cristina Ruiz Herradón 48. Nuria María García Mora 49. Ignacio Salazar Guijarro 50. Diego Sánchez Calderón 51. Isidoro Cuñado García 52. Manuel Antonio Almodóvar Manzanares 53. Jorge Garrues Martín 54. Fernando Tieso Guerrero 55. Santiago Juan Carlos González Ramos 56. Juan Sanz García 57. Domingo Hoyo Caballero 58. Belén Otero Sáez 59. Mario Zurdo Dorado 60. Germán Domingo Mielgo 61. Mariano Vedia Vedia 62. Daniel de Lucas Sanz 63. Mariano Domingo Jiménez 64. Juan Manuel Martín Sonlleva 65. María del Carmen Jiménez Alonso 66. Rosa María Domingo Martín 67. José Luis Fernández López 68. María José Acosta Sánchez 69. Octavio Iglesias Pinheiro 70. Ana Isabel Rodríguez Ramírez 71. César Iglesias Pinheiro 72. María del Mar del Rosario Márquez Pérez 73. Antonio Bardera Ledesma 74. Damián Ortega García 75. María Luz Rodríguez Díaz 76. Raquel Aparicio del Olmo 78. María Rosa Juidías Gámez 79. José Luis Écija Sánchez 80. Maravillas Álvarez Alcalá 81. Antonio López López 82. Óscar de Matos Fidaldo 83. Antonio Gárate Vieria 84. Jesús Sepúlveda Segarra 85. María de los Ángeles Gómez Guerra 86. Eva María Torijano Lorenzo 87. David Mota Ramos 88. María Isabel Fernández Moreno 89. Francisco Javier Soriano Bravo 90. Antonia Lorenzo Lanchas 91. María Concepción López Fernández 92. Miguel Torijano Morán 93. Felipe Galán Martínez 94. Fernando Cañas Álvarez 95. María Adoración Torijano Lorenzo 96. Felipe José Galán Ayllón 97. Ramón Marín Cebollero 98. Matilde Ayllón Díaz 99. Celeste Galán Ayllón 100. María Luisa Torrero Castellanos 101. Leonardo Bernardo Hernández 102. Carmen González Salamanca 103. Soledad Navarro Domínguez 104. Juan Manuel Fernández Rodríguez 105. Elena González Cacho 106. Alberto José Fernández Ceballos 107. Rosario Arguedas Gutiérrez 108. María Isabel Gil Bautista 109. Joaquín Muñoz Fernández 100. María Luisa Torrero Castellanos 111. Luis Manuel Martín Benayas Suplentes: Miguel Ángel Villegas Ramírez, Francisco Corella Villanueva y Vicenta Galano Vaquero | Nicolás Piñeiro Cuesta                      | 2096      | 0,07                   | 0                      |                        |
| Partido "Unidad Ciudadana"                           | Candidatura de PUC1. Gema Gil Rodríguez 2. Beatriz Adán Bargueño 3. Juan Mariano Fernández de Mesa 4. José Vicente Sancasiano Basanta 5. María Teresa Moreno Mateos 6. Pedro Tejada Centeno 7. Jesús Burgos Ogayar 8. María Carmen Navarro Escribano 9. María Jesús Blanco Estringana 10. Eleuteria Barbero Villarino 11. Antonio V Paredes Martínez 12. Jesús Rodrigo Fernández 13. Juana Manuela Holguín Hidalgo 14. Francisco Javier Alonso Subero 15. Juana Burgoa García-Morales 16. Carmen González Nogales 17. Ángel Nieto Adán 18. Felipe Madroñero Recio 19. Palmira Lucía Castro López 20. Encarnación Panadero Carlavilla 21. Isabel Corral Palacios 22. María del Pilar Cendejas Barroso 23. Mariano de Blas Magán 24. Concepción Gálvez Gómez 25. María Celia Barahona Iznaola 26. Pedro Javier de la Villa Ruiz 27. Javier García Guillén 28. Juan Agustín Nevado Nevado 29. María Teresa Lizarazu Mesa 30. Encarnación Bellanato Rojo 31. Mercedes Huertas Álvaro 32. David Palero Martínez 33. Esteban Flores Piqueras 34. Francisco Sancho del Valle 35. Isabel López Gálvez 36. Diana Menéndez Díaz 37. Pedro Blanco Estringana 38. Noemí Expósito Íñigo 39. Luis Otero García 40. Santiago Manuel López López 41. Luis Fernández-Salguero Álvarez 42. Vicente Navarro Sobrón 43. Belamor Escribano Moratalla 44. Miguel Sierra Navarro 45. José Ángel Castro Pascual 46. José Manuel Fernández Gallego 47. Cipriano Pardo Sánchez 48. Juana María Goñi Pérez 49. María Isabel Gras Escribano 50. Aurelia Perdices Pérez 51. María Isabel Herreros Martínez 52. Patricia Lorca Morilla 53. Concepción Soler Simón 54. Aurora Antón Vela 55. Carmen Mancheño Martínez 56. Mariano Jiménez González 57. Teodoro Angüello Sánchez 58. Antonia Gómez Díez 59. Manuel Fernández Díaz 60. Asunción Arrazola Lisedas 61. Marta Casero Perdices 62. Ana María Moreno Gallardo 63. Vicente Navarro Escribano 64. Carmen Barroso Díaz 65. Encarnación Morilla González 66. Ángela Herrera Fernández 67. Eduardo Alonso Humanes 68. Teodora García Madroñero 69. Fernando Cidoncha Villarín 70. Agustín Álvarez Blanco 71. Luisa Ludeña García 72. Luis García López 73. Aroha Ramos Panadero 74. Jacinta Cobos Gaitán 75. Sebastián Gallardo Murillo 76. María del Carmen Rufo Ontiveros 78. Raquel de la Montaña Recio Calzado 79. Margarita Iglesias Valero 80. Laura Esteban Rubio 81. María Carmen Hernández Ávila 82. María Blanco Ferrero 83. Esther Arance Quiñones 84. Encarnación Martínez Blesa 85. Eva María Maroto Fernández 86. Ana López Toribio 87. Eladia Comendador Soria 88. Josefa Perea Gil 89. Carmen Clemares Cañas 90. María Soledad Moya Cazalilla 91. Eulalia Acero Fernández 92. Manuel Rodrigo Fernández 93. Carmen Torrico Esquinas 94. Jerónima Álvaro Fernández 95. Isabel González Truchado 96. Trinidad Sánchez Moríñigo 97. Rosario Robles Batuecas 98. Rosario Navarro Sobrón 99. Miguel Jiménez Gómez 100. Yolanda Jiménez Navarro 101. Francisco Jiménez Sánchez 102. Paloma Portabales Ruiz 103. María de los Ángeles Velamazán Muñoz 104. Gonzalo Alba Muñoz 105. Esteban Damián Otero 106. Jesús Burgos Gómez 107. Sofía Damián García-Morales 108. Emilio Montero García 109. Luis Castillo Molina 100. Yolanda Jiménez Navarro 111. Sergio Gala Rodríguez Suplentes: Miguel Ángel Sánchez-Valladares Díaz, José Antonio Campos Benito y Julio Zapata Sánchez | Gema Gil Rodríguez                          | 1943      | 0,06                   | 0                      |                        |
| Tierra Comunera-Partido Nacionalista Castellano      | Candidatura de TC-PNC1. Julián García-Muñoz Negrete 2. Javier Díaz Pérez 3. Víctor Gómez Langa 4. David Díaz Aijón 5. Ángel Manuel Valera López 6. Juan Carlos Collado Jiménez 7. Daniel Segura Elorza 8. Juan Antonio García Pérez 9. José Miguel Antón Ramírez 10. Jesús de Gracia Maqueda 11. Miguel Ángel Sánchez Muñoz 12. Miguel Ángel Mamolar López 13. José Antonio Jiménez Walias 14. Agustín Marcos Benito 15. Alberto Gómez Cecilia 16. Herminia Ruiz Galán 17. Javier Benedit Algora 18. María Isabel Gonzalo Mallo 19. Juan Carlos Junquera Junquera 20. José Luis Bajo Viña 21. Ángel Fernández Caniego 22. Manuel Rodríguez Peón 23. Félix González Montero 24. Sara de la Peña Espín 25. Santiago Abad Fernández 26. Carlos Hilara Álvaro 27. María Batalla Garlito 28. Moisés Cabello Fernández 29. Enrique Moreno Mera 30. María Gómez Espinosa 31. Rubén Mateo Martínez 32. Ana María Cabello Fernández 33. José Ignacio Contreras López 34. Francisco Javier González Martínez 35. María del Mar Díez Holguín 36. Pau Alberto Quevedo Fernández 37. María del Carmen Cabello Fernández 38. Adoración Luna Calero 39. María del Carmen Martínez Darsés 40. Rubén Diáz Aijón 41. María del Pilar López López 42. María Yolanda Rodríguez Peinado 43. Miguel Hernández Subirá 44. María del Pilar Langa López 45. María del Carmen Aijón Ramírez 46. Esther Flores Fernández 47. Miguel Rodríguez Torralba 48. Pedro Membibre Membibre 49. César Pérez González 50. América Enríquez González 51. Nuria Gimena Fernández la Rosa 52. Juan Carlos Sánchez Díaz 53. Margarita Langa López 54. Marcos González Hidalgo 55. Joaquín Núñez Muñoz 56. Consuelo Giménez Pardo 57. Valentín Luengo Blázquez 58. Esteban Millán Lázaro 59. Antonia Viña Benlliure 60. Luis Bailón Ruiz 61. Javier Díaz García 62. Pedro Chaves Bermejo 63. María del Pilar Cabello Fernández 64. Félix Iniesta Salido 65. Anselmo Fernández Caridad 66. José Manuel Ortiz Díaz 67. Enrique Cerezo Fernández 68. María del Mar Marugán López 69. Salvador Membrives Muñoz 70. Esteban Villanueva Sainero 71. Antonio Luis Alonso de Liébana Cerdán 72. José Carlos Daganzo Carrasco 73. Pedro Antonio Moraleda Cotillas 74. María Ángeles José Neira Pereira 75. Rosa María Frías Rosell 76. Manuel Oliver Amador 78. Fernando Blanco Domínguez 79. Florentino Álvarez Ortega 80. María Inés Cornide Castro 81. Manuel Pérez Cuesta 82. Julián Pastrana Aranda 83. Esteban Zamorano Casas 84. Ricardo Vicente Martínez 85. Salvador Canelada Gómez 86. Francisco Javier Fernández Montes 87. Antonio Lastra Caballero 88. Francisco Alberto Reiz González 89. Juan Martínez Armida 90. Alfonso Gutiérrez Ranz 91. José Miguel Frías Gallego 92. Iván García Dols 93. María Dalia Isasi del Valle 94. Javier Navarro Galán 95. Mariano García Alonso 96. Isabel Ramírez Morales 97. Jacobo Daniel del Monte del Río 98. Juan Barriga García 99. Francisco Frías Gallego 100. Marta Serrano Lebón 101. Javier de la Casa Rueda 102. Raúl Arroyo Robledo 103. Gerardo del Castillo Castaño 104. Felisa Rueda Pariente 105. Juan Noé González Franco 106. Moisés Cabello Pérez 107. Carmen Fernández Guisado 108. Olga Carlota de la Casa Rueda 109. Francisca Rueda Pariente 100. Marta Serrano Lebón 111. Joaquín García García Suplentes: Carlos Bueno Rodríguez, Francisca López Frasquet y Juan Antonio Sánchez Ríos | Julián García-Muñoz Negrete                 | 1776      | 0,06                   | 0                      |                        |
| Otra Democracia es Posible                           | Candidatura de ODEP1. David Rodríguez Canito 2. Lorenzo Higueras Martínez 3. Juan Ignacio Villa Utrilla 4. Jesús Ángel Peraleda 5. Clara Santana Carmona 6. María Díez Pesquera 7. Juan José Casado Cid 8. Isabel Quintana Barriga 9. Álvaro Nicolás Ortiz Travado 10. Rubén Robles Carral 11. Silvia Rodríguez Canito 12. Ana Belén Avis Hoyas 13. Pedro Aquilino Sánchez 14. Antonio Martín González 15. José Javier Aguado Orea 16. Víctor Leonardo Fernández Pérez 17. Ramón Toral Muñoz 18. Paulino Cotarelo Jiménez 19. Juan Antonio Herguera Torres 20. José Ramón Villa Utrilla 21. José Manuel Osuna López 22. Félix Alberto Martín Gordo 23. María Elena Roch Martín-Tesorero 24. Daniel Cabrera Bernardo 25. César Rivas Camacho 26. Juan Antonio Higueras Martínez 27. Mónica Guerra Pérez 28. Jorge Arias Megías 29. Fátima Odwan Blanco 30. Inés de Ema López 31. Francisco Javier Márquez Álvaro 32. Eugenio Hernández Barcala 33. Guillermo Echeverría Villalba 34. María Dolores Villalba León 35. Rubén Mate Lecumberri 36. Pablo Revuelta Sanz 37. Javier García García 38. Lorenzo Arribas Salinero 39. Noelia López Míguez 40. Alberto San Blas Cañabate 41. Sonia Ramos Ayuso 42. Rubén Ramos Ayuso 43. Ángel Manuel Guerrero Higueras 44. Jorge del Río Merino 45. Isabel Crespillo López 46. Javier López López 47. Miguel Ángel Serralvo Titos 48. María José San Blas Cañavate 49. Virginia Nevado Martínez 50. Carlos Gómez Alonso 51. David San Blas Cañabate 52. Ángel Luis Díaz González 53. Daniel Muñoz Rueda 54. Jorge Horcajada Cardador 55. Rubén Cuenca Olivares 56. Jesús León González 57. Lauro San Blas Cañabate 58. Ana Santos García 59. Paúl Alfredo Salazar Mora 60. Juan José López Jiménez 61. María Isabel Izquierdo García 62. David Pino Gozalo 63. Alfredo Pérez López 64. Juan Romero Morales 65. José Luis Belio Galindo 66. Fernando Díaz Rouco 67. Pedro Manuel Higueras Martínez 68. Antonio Fernández Huete 69. José Enrique Díez Getino 70. Guillermo Sempere Cano 71. Adriana Lorente Jurado 72. José Luis Gil Lores 73. Juan Carlos Gómez Cacho 74. Marcos Santos Rodríguez 75. Manuel Díaz Herrero 76. Noé García-Quijada Tojo 78. Pablo Sanz Rodríguez 79. Ángel Herranz Nieva 80. Antonio Sánchez Trescastro 81. Javier Galve Francés 82. Julio Manuel García Martín 83. José Manuel Burgos Ortiz 84. Francisco Antonio García García 85. Iván Bienvenido González Ríos 86. Francisco Sánchez Moreno 87. María Carmen Martín Sánchez 88. Raúl Martínez Gutiérrez 89. Iván Lendrino Tejerina 90. Ricardo de Aldama Sánchez 91. Daniel Domínguez Castro 92. María Ángeles Cortina Elena 93. Ornella López Ansótegui 94. Victoria Tejero Iribarren 95. Rosalía Ángel Recuero 96. José María Requena Feliu 97. José Pablo Ángel Recuero 98. Francisco Daniel Barroso Ángel 99. María del Carmen Martínez Cordero 100. Francisco Arias Pascual 101. Irene Gómez Rivas 102. María José Alonso Paris 103. Anais Ramos Fuertes 104. Víctor Ramos Fuertes 105. Fernando Domínguez Castro 106. María Loreto Sante Abal 107. Isabel Vallespín Rodríguez 108. María Dolores García Álvarez 109. José María Alonso Herranz 100. Francisco Arias Pascual 111. Ana Isabel Pérez Sanjurjo Suplentes: Carlos Águila Yuste, Alfonso Quintarelli Ferreira y José Luis Vaquerin Moares | David Rodríguez Canito                      | 1749      | 0,06                   | 0                      |                        |
| Izquierda Castellana                                 | Candidatura de IzCa1. Fidel Cordero Ampuero 2. Esther Ortega Sanz 3. Erlantz Ibarrondo Merino 4. Amparo Ballesteros Gil 5. Gabriel Ortega Sanz 6. María del Mar Ruiz Tejero 7. Emilio José Gutiérrez Gómez 8. Esther Bibiana Benito Fernández 9. Alberto Delgado Medina 10. Cristina Zafra Calvo 11. Isaac Arenal Cardiel 12. Sonia Valcárcel Rodríguez 13. Jesús Antonio Iglesias Patón 14. María Josefa Maestro Colina 15. Óscar Míguez González 16. Estela Quirós Ortega 17. Luis Eduardo Dufrechou Bermolén 18. Vanessa Valenzuela Fernández-Tostado 19. José Antonio López Espinazo 20. Jonatan Tello Martín 21. Emilio Delgado Orgaz 22. Aitor Otaduy Paz 23. Raúl Valero González 24. Roberto de León Grande 25. Miguel Ángel Blanco Alameda 26. Alberto Lorenzo Rivero Cuende 27. Ángel Sánchez Palomero 28. Miguel Blanco Vicente 29. Juan José Delgado Orgaz 30. Alejandro Gómez Monge 31. Juan Luis Rosa Alonso 32. Jesús Montes Pintado 33. Enrique Ramírez Santiago 34. Gustavo Peral Vilaboy 35. Enrique Ramírez Maestro 36. Vanessa Agustín Barbas 37. Enrique Cárdenas Robles 38. Manuel González San Miguel 39. Alberto Peral Vilaboy 40. Marina López Núñez 41. Alberto Gutiérrez Maeso 42. Alberto Gutiérrez López 43. Emilio Gutiérrez Sánchez 44. Daniel Álvarez Villa 45. Jesús Pacheco Segovia 46. María Vanesa Niño Lastra 47. Alberto Jiménez Cardos 48. Juana Gómez Astasio 49. Raúl Rodríguez Ortega 50. Humberto Carlos García Vacas 51. María Teresa Gutiérrez Gómez 52. Óscar Ortiz Sierra 53. María Pilar Ballesteros Gil 54. María Esperanza Ortega Alcubierre 55. Fernando Parra Indiano 56. Berta Fernanda Rodríguez Méndez 57. Jesús García López 58. Alicia Noemí Perris Villamor 59. Rubén Fraile Martín 60. Ana López Ríos 61. Alberto Chico Nuño 62. David Ruiz Franco 63. María Dévora Sancho González 64. Raquel Sánchez Anzola 65. Pedro Llamas Romero 66. Jesús Galán Gallego 67. Miguel Ángel Sierra Romeral 68. Óscar Orgaz Ortega 69. Sergio García Sánchez 70. Marcos París Martín 71. Ángel Cordero Ampuero 72. Daniel Obeso García 73. Francisco Javier López Espinazo 74. José Miguel Morales de la Puente 75. María Dolores Ballesteros Gil 76. David Morales Ballesteros 78. Margarita Paz Heinze 79. Jorge Valcárcel Robles 80. David Sánchez Blanco 81. Felipe Carrero Hernández 82. Ricardo Gutiérrez Díez 83. María Pilar Romero Alfaro 84. María de Lourdes López Espinazo 85. Verónica Batanero Rey 86. Javier Vicente Vallejo 87. María Teresa Rodríguez Matute 88. Jesús Vega Salas 89. Daniel Gil Hernández 90. Javier Mesas Sainz 91. Gustavo Utanda López 92. Jesús Antonio García Corella 93. Rubén García Silvestre López 94. Juan Antonio Nieto del Campo 95. Raúl Sotelo Díaz 96. David González Soriano 97. Raquel Martín Ponce 98. José Daniel Arellano Sainz 99. José Luis Alves Redondo 100. Álvaro Blázquez Alegre 101. Javier Corazón Ardura 102. Almudena Velázquez Serrano 103. Gabriel Ángel Rodríguez Gómez 104. María del Carmen Alonso Martínez 105. José Ángel Carmona García 106. David Hermann Iriarte 107. María Luz del Olmo Millán 108. Elia Irala Marín 109. José Andrés Dorado Campos 100. Álvaro Blázquez Alegre 111. José Antonio Pérez González Suplentes: Noelia García Esteban, Carlos Fominaya Curros y Susana Lago Ballesteros | Fidel Cordero                               | 1119      | 0,04                   | 0                      |                        |
| Votos en blanco                                      | Votos en blanco | Votos en blanco                             | 60 942    | 1,98                   | N/A                    | N/A                    |
| Votos válidos                                        | Votos válidos | Votos válidos                               | 1 632 042 | 100,00                 | 111                    | N/A                    |
| Votos nulos                                          | Votos nulos | Votos nulos                                 | 13 972    | Participación: 69,27 % | Participación: 69,27 % | Participación: 69,27 % |
| Votantes                                             | Votantes | Votantes                                    | 3 078 052 | Participación: 69,27 % | Participación: 69,27 % | Participación: 69,27 % |
| Electores                                            | Electores | Electores                                   | 4 443 533 | Participación: 69,27 % | Participación: 69,27 % | Participación: 69,27 % |

## Tamayazo
Los diputados tránsfugas Eduardo Tamayo y María Teresa Sáez rechazaron integrarse en el grupo parlamentario del PSOE, pasando a formar parte del grupo mixto. 
Las dos votaciones celebradas impidieron la investidura como presidente de la Comunidad de Madrid del candidato del PSOE, Rafael Simancas. La Comunidad de Madrid permaneció gobernada durante casi siete meses en funciones por Alberto Ruiz Gallardón, cargo con el que simultaneó la alcaldía de Madrid. Este caso de transfuguismo forzó la convocatoria de unas segundas elecciones autonómicas el 26 de octubre de 2003, en las que el Partido Popular consiguió una mayoría absoluta que permitió a Esperanza Aguirre convertirse en presidenta de la Comunidad.
| Candidato                  | Fecha                                                    | Voto       |    |    |   | Ind. | Total  |
| -------------------------- | -------------------------------------------------------- | ---------- | -- | -- | - | ---- | ------ |
| Rafael Simancas (PSM-PSOE) | 28 de junio de 2003 Mayoría requerida: Absoluta (56/111) | Sí         |    | 45 | 9 |      | 54/111 |
| Rafael Simancas (PSM-PSOE) | 28 de junio de 2003 Mayoría requerida: Absoluta (56/111) | No         | 55 |    |   |      | 55/111 |
| Rafael Simancas (PSM-PSOE) | 28 de junio de 2003 Mayoría requerida: Absoluta (56/111) | Abstención |    |    |   | 2    | 2/111  |
| Rafael Simancas (PSM-PSOE) | 30 de junio de 2003 Mayoría requerida: Simple            | Sí         |    | 45 | 9 |      | 54/111 |
| Rafael Simancas (PSM-PSOE) | 30 de junio de 2003 Mayoría requerida: Simple            | No         | 55 |    |   |      | 55/111 |
| Rafael Simancas (PSM-PSOE) | 30 de junio de 2003 Mayoría requerida: Simple            | Abstención |    |    |   | 2    | 2/111  |